# Dirk Steuernagel
Dirk Steuernagel (geboren 1964 in Offenbach am Main) ist ein deutscher Klassischer Archäologe.
Dirk Steuernagel studierte an den Universitäten Frankfurt und Hamburg Klassische Archäologie, Alte Geschichte, Hilfswissenschaften der Altertumskunde und Lateinische Philologie. Nach dem Magister an der Universität Hamburg im Jahr 1991 wurde er 1995 mit der Preisschrift Menschenopfer und Mord am Altar. Untersuchungen zu Darstellungen griechischer Mythen in der etruskischen Grabkunst des 4. bis 1. Jhs. v. Chr. in Hamburg promoviert. Die Dr. Helmut und Hannelore Greve Stiftung für Wissenschaft und Kultur zeichnete ihn für seine Dissertation mit dem Förderpreis aus. 1995/96 erhielt er das Reisestipendium des Deutschen Archäologischen Instituts. Von 1997 bis 1998 forschte er mit einem Stipendium der Gerda-Henkel-Stiftung, von 1999 bis 2001 mit einem Habilitations-Stipendium der Deutschen Forschungsgemeinschaft. Ab 2001 war er wissenschaftlicher Assistent an der Universität Frankfurt und wurde dort 2002 mit der Schrift Die Götter vor Ort. Archäologische Beiträge zur Religions- und Sozialgeschichte von Hafenstädten des römischen Italien (Puteoli, Ostia und Aquileia) habilitiert. Für diese Arbeit wurde er mit dem seit 2000 verliehenen Mediterran-Preis der Universität Frankfurt ausgezeichnet. Es folgte eine Vertretungsprofessur an der Universität Hamburg im Jahr 2003/04. Von 2004 bis 2008 war Steuernagel Oberassistent an der Universität Leipzig, von 2008 bis 2009 wissenschaftlicher Mitarbeiter an der Universität Frankfurt im Rahmen des Schwerpunktprogramms Die hellenistische Polis als Lebensform der Deutschen Forschungsgemeinschaft. Seit 2010 ist er Professor für Klassische Archäologie an der Universität Regensburg. Seit 2020 ist er ordentliches Mitglied des Deutschen Archäologischen Instituts sowie Mitglied und Vorsitzender des Wissenschaftlichen Beirats der Abteilung Istanbul des Deutschen Archäologischen Instituts.
Steuernagel ist Mitglied des internationalen wissenschaftlichen Beirats der Zeitschrift „Mythos. Rivista di Storia delle Religioni“, die von der Universität Palermo herausgegeben wird, sowie der Reihe Polymnia. Collana di Scienze dell’Antichita. Studi di Archeologia der Universität Triest. Zu seinen Forschungsschwerpunkten gehören neben der Etruskologie Untersuchungen zu Urbanistik und Architektur der römischen Kaiserzeit und die Untersuchung griechischer Sakralarchitektur in ihrem sozial- und religionshistorischen Kontext. Als jüngstes Gebiet tritt die Forschung zur hellenistischen Wohnarchitektur Siziliens hinzu.

## Schriften
Als Autor:
- Menschenopfer und Mord am Altar. Griechische Mythen in etruskischen Gräbern (= Palilia. Bd. 3). Reichert, Wiesbaden 1998.
- Kult und Alltag in römischen Hafenstädten. Soziale Prozesse in archäologischer Perspektive (= Potsdamer Altertumswissenschaftliche Beiträge. Bd. 11). Steiner, Stuttgart 2004.
- Die Etrusker. Ursprünge – Geschichte – Zivilisation. Marixverlag, Wiesbaden 2020, ISBN 978-3-7374-1138-7.

Als Herausgeber:
- mit Hans-Ulrich Cain und Hans-Peter Müller: Renaissance der Etrusker. Vom Mythos zur Wissenschaft. Sonderausstellung, Antikenmuseum der Universität Leipzig, 21. Oktober 2006 bis 28. Januar 2007. Antikenmuseum der Universität Leipzig, Leipzig 2006.
- mit Corinne Bonnet und Sergio Ribichini: Religioni in contatto nel mondo antico. Modalità di diffusione e processi di interferenza. Atti del 3° Colloquio su „Le religioni orientali nel mondo greco e romano“, Loveno di Menaggio (Como), 26–28 maggio 2006 (Mediterranea Bd. 4, 2007). F. Serra, Pisa/Rom 2008.
- mit Wulf Raeck: Das Gebaute und das Gedachte. Siedlungsform, Architektur und Gesellschaft in prähistorischen und antiken Kulturen (= Frankfurter Archäologische Schriften. Bd. 21). Habelt, Bonn 2012.
- mit Annette Haug: Hellenistische Häuser und ihre Funktionen. Internationale Tagung Kiel, 4. bis 6. April 2013. Habelt, Bonn 2014.
- mit Albert Dietl, Wolfgang Schöller: Utopie, Fiktion, Planung. Stadtentwürfe zwischen Antike und Früher Neuzeit. 10. Internationale Jahrestagung des ‚Forum Mittelalter‘, 14. bis 16. November 2013 in Regensburg. Schnell & Steiner, Regensburg 2014.